# Corinne Diacre
Corinne Diacre (* 4. August 1974 in Croix bei Roubaix) ist eine französische ehemalige Fußballspielerin und -trainerin. In letzterer Funktion war sie 2014–2017 Trainerin beim Zweitligisten Clermont Foot und damit die erste Französin, die einen Vertrag als Chefcoach einer Profi-Männermannschaft erhielt. Vom 1. September 2017 bis zum 9. März 2023 war sie Trainerin der französischen Frauenfußball-Nationalmannschaft.

## Karriere als Spielerin

### Verein
Die zentrale Abwehrspielerin begann früh mit dem Vereinsfußball, den sie als junges Mädchen nacheinander in den gemischten Mannschaften dreier Klubs aus dem zentralen Frankreich ausübte, in dem sie in dieser Zeit mit ihren Eltern lebte. Nahe ihrem 14. Geburtstag schloss Corinne Diacre sich der ASJ Soyaux an, die in den 1980ern eines der stärksten Frauenfußballteams Frankreichs stellte. Diesem Verein aus der unmittelbaren Nachbarschaft von Angoulême ist sie fast zwanzig Jahre lang treu geblieben, obwohl sie auch Angebote aus der US-Liga hatte und mit der ASJ lediglich zwei Vizemeisterschaften (1989 und 1996) gewinnen konnte. Während der Saison 2006/07 in der höchsten Frauenspielklasse erlitt sie eine schwere Kreuzbandverletzung und beendete daraufhin ihre Spielerinnenkarriere. 
Stationen
- Club Olympique Saint-Chamond (1982/83)
- Société Sportive Aubusson (1983–1986)
- Étoile Sportive Azerables (1986–1988)
- Association Sportive Jeunesse Soyaux (1988–2007)

### Nationalmannschaft
Am 9. März 1993 bestritt sie ihr erstes internationales Spiel in der Frauennationalelf, deren Spielführerin sie einige Zeit später wurde. Im November 2002 schoss Diacre gegen England das Tor, durch das die Französinnen sich erstmals für die Endrunde einer Weltmeisterschaft qualifizierten. Am 12. Juni 2005, bei der Europameisterschaft in England, bestritt sie ihr letztes Spiel, das mit 0:3 gegen die deutschen Frauen verloren ging, und erklärte einige Wochen danach ihren Rücktritt. Mit 121 Länderspielen war Corinne Diacre Frankreichs Rekordnationalspielerin, bis sie 2008 von Sandrine Soubeyrand überholt wurde. Im Februar 1999 spielte sie zudem aus Anlass der Auslosung der Gruppen der WM 1999 mit einer FIFA-Weltauswahl gegen die Frauen-Fußballnationalmannschaft der Vereinigten Staaten. Das Spiel wird aber nicht als offizielles Länderspiel gezählt.

## Karriere als Trainerin
Ab Februar 2007 war sie Assistentin des Cheftrainers der Nationalfrauschaft, Bruno Bini. Von 2010 bis 2013 trainierte Corinne Diacre zudem die erste Elf der Frauen von ASJ Soyaux, wo sie Bernadette Constantin nachfolgte, mit der sie auch schon zusammen in der Ligaelf gestanden hatte. Im Frühjahr 2014 hat sie, als erste französische Frau überhaupt, das höchste nationale Übungsleiterdiplom (diplôme d’entraîneur professionnel de football, kurz DEPF) erworben, mit dem sie auch professionelle Männermannschaften trainieren darf. Ende Juni 2014 verpflichtete sie Clermont Foot für zwei Jahre als Cheftrainerin für seine Zweitligamannschaft. Im ersten Jahr führte sie die Männer auf einen gesicherten Mittelfeldrang (12. Platz). Ihre Durchsetzungsfähigkeit stellte sie auch vereinsintern unter Beweis, als sie dem sportlichen Berater des Präsidenten frühzeitig und erfolgreich nahelegte, sich nicht in ihre eigenen Kompetenzen einzumischen; außerdem ersetzte sie Anfang 2015 den langjährigen Trainerassistenten und den Konditionstrainer. Für alle Personalien fand sie Rückendeckung sowohl in der Mannschaft als auch beim Klubpräsidenten. Bereits im September 2015 und somit sehr frühzeitig band der Verein Diacre vertraglich für zwei weitere Jahre (bis 2018) an sich. Drei Monate später zeichnete France Football sie als besten Zweitligatrainer des Jahres aus. Seine zweite Spielzeit unter Diacre schloss Clermont, das phasenweise sogar einen Aufstiegsplatz belegt hatte, auf Rang sieben ab.
Bereits im September 2016 wollte der Landesverband FFF sie zum Nachfolger von Frauen-Nationaltrainer Philippe Bergeroo machen. Corinne Diacre lehnte das Angebot mit den Worten ab: „Man geht im September nicht von Bord seines Schiffes.“ Ein Jahr später löste sie dann doch ihren Vertrag bei Clermont, um, ausgestattet mit einem 4-Jahres-Vertrag, Nachfolgerin von Olivier Echouafni als Trainerin der französischen Frauennationalelf zu werden. Nach Élisabeth Loisel, unter der Diacre als Spielerin an einer Welt- und zwei Europameisterschaften teilgenommen hat, ist sie erst die zweite Frau auf diesem Posten. Unter ihrer Betreuung erreichte das französische Team an der Weltmeisterschaft 2019 das Viertelfinale und an der Europameisterschaft 2022 das Halbfinale. Im Anschluss an die Europameisterschaft wurde ihr Vertrag um weitere zwei Jahre bis 2024 verlängert. Nachdem die drei Nationalspielerinnen Wendie Renard, Marie-Antoinette Katoto und Kadidiatou Diani Ende Februar 2023 aus Protest gegen die Methoden Diacres aus dem Nationalteam zurückgetreten waren, wurde Diacre am 9. März als Nationaltrainerin entlassen.

## Auszeichnungen
- mit 121 Länderspielen zwischen März 1993 und Juni 2005 zeitweilig französische Rekordinternationale[15]
- Französische Meisterschaften: Vizemeisterin 1989 (ohne Endspieleinsatz) und 1996
- Zweitligatrainer des Jahres in Frankreich: 2015[15]